# Derestye
Derestye (románul: Dârste, németül: Walkmühlen vagy Dyrste) Brassó városrésze; egykoron önálló település, melyet Brassó-környéki románok alapítottak a 16. században. A „régi” Derestyéből mára csak a templom és a közelében fekvő néhány utca maradt meg, mivel a 19–20. századokban területének nagy részén gyárakat, ipari épületeket emeltek. Közigazgatásilag a vele összefüggő Noával együtt egyetlen városnegyedként tartják számon (Noua-Dârste).

## Nevének eredete
Neve a kallómalom jelentésű román „dârste” szóból származik. 1611-ben die Walkmillen hinter di Burg-ként említik, a jozefiniánus térképen Drieste néven jelenik meg. Magyar neve 1825-ben Deresztő, 1839-ben Deresztek és Dirszte, 1873-ban Derisztye. A Derestye név a 20. század elején állandósul.

## Fekvése
A város központi részétől délkeletre, a Nagykőhavas északi lábánál, az úgynevezett Égett-tető (németül Brandstätte, románul Coasta Vătafului, 762 m) alatt, 651 méteres tengerszint feletti magasságon fekszik. A szűkebb értelemben vett Brassótól mintegy két kilométernyi külterület választja el, és a nyílegyenes Bukaresti út köti őket össze. Tőle nyugatra, a Tömös-patak másik oldalán Négyfalu Bácsfalu városrésze terül el. Kelet felé Noában folytatódik, amely gépkocsival csak innen közelíthető meg.

## Története
A 16. század előtt a helyet legeltetésre használták. Az 1500-as években bolgárszegi és hétfalusi román kereskedők húsz kallómalmot építettek ezen a helyen, kihasználva a Tömös vizének energiáját a gyapjú kallózására; ezek környékén hamarosan egy új település kezdett kialakulni, melynek első lakói bolgárszegi románok voltak. 1668-ban egy fogadót említenek ezen a helyen, melyet a Tömös-völgy felé induló kereskedők használtak. A település egy időben valószínűleg Négyfalu része lehetett, mivel a 19. században a türkösi anyakönyvek tartották nyilván. Lakosai szász mintára létrehozták a maguk szomszédságát; a „szomszédatya” tisztét, aki a közösség informális vezetője is volt, általában románok töltötték be, de legalább egyszer magyar személy is.
A Szentháromságnak dedikált derestyei ortodox templom kevéssel a türelmi rendelet kiadása után, 1783–1797 között épült ortodox kereskedők adományaiból. Egyes ikonjait 1784-ben Radu Dobra festette; belső festése és tornya csak 1833-ban készült el teljesen. 1821 után itt alakult meg a Quittner likőrgyár. Az 1840-es években nyaranta tíz gyapjúmosó üzem működött Derestyén, raktárakkal; mindegyik körülbelül egy-kétszáz főt foglalkoztatott, főként hétfalusi asszonyokat. Mind a szeszfőző, mind a gyapjúmosó iparágat az 1886-ban kitört osztrák–magyar–román vámháború tette tönkre.
A 19. század második felében – hasonlóan Méhkertekhez vagy a később kialakult Noához – Derestye gazdag, előkelő brassóiak nyaralóhelye volt; itt építettek maguknak villákat a Czell, Scherg, Hesshaimer, Schiell, Schobel, Schmidt, Beldiman családok. Alexandru Beldiman villájában 1867-ben I. Károly román király és Erzsébet román királyné is megszállt, és a derestyeiek sokáig emlékeztek a királyi látogatásra. A 20. század második felében a legtöbb villát lebontották vagy hagyták tönkremenni; az egyetlen, mely jó állapotban fennmaradt, az a Hesshaimer-villa.
1876–1879-ben megépítették a Brassó–Predeál vasútvonalat, melynek Derestyén is létesült állomása, 1892-től pedig szintén a településen haladt keresztül a Bertalan–Hosszúfalu-vasútvonal. Ezen felül a Brassóból Románia felé vezető országút is erre vitt, melynek Négyfalu és Noa irányába is voltak elágazásai, így a régen jelentéktelen település a 19. századtól máig igen jelentős forgalmi csomópontként szolgál.
Ipari fellendülése a 19. század végén kezdődött: a Czell család 1888-ban megvásárolta a csődbe ment Quittner szeszgyárat, majd 1892-ben mellette megalapította sörgyárát, amelyet Erdély egyik leghíresebb sörgyárává fejlesztettek. Kezdetben 40, 1921-ban már 115 munkása volt, és évi több tízezer hektoliternyi sört állított elő. Az 1896-os tagosításkor megszerezte a gyár körül elterülő földeket, ahol a szeszfőzéshez szükséges növényeket és a botfalusi cukorgyárnak szánt burgonyát és cukorrépát termesztették. A földeken négyfalusi csángó és szlovák idénymunkások dolgoztak. A gyárak munkásai számára az erdőirtásokon alakítottak ki házhelyeket. A sörgyáron kívül a kallómalmok és raktárak helyére az 1920-as évek végéig több malom, téglagyár, gyufagyár, kekszgyár, kötöttárugyár, a Scherg textilgyár egyik részlege, és cementgyár települt. Lakói ekkor már kevés kivétellel a gyárak munkásai voltak.
1910-ben 828 lakosából 616 volt román, 133 magyar és 79 német anyanyelvű; 608 ortodox, 107 evangélikus és 65 református vallású. 2011-es adatok szerint Noával együtt 19 334 lakosa van.
A 20. század második felében a régi Derestye legnagyobb részét lebontották; az előkelő villáktól a régi román házakig a legtöbb épület a kommunista „szisztematizálás” áldozata lett, helyükre tömbházakat, gyárakat, ipari épületeket emeltek. A fennmaradt néhány utca csak az 1989-es rendszerváltásnak köszönhetően menekült meg. A tősgyökeres derestyeiek legtöbbje szétszóródott Brassóban.

## Képek

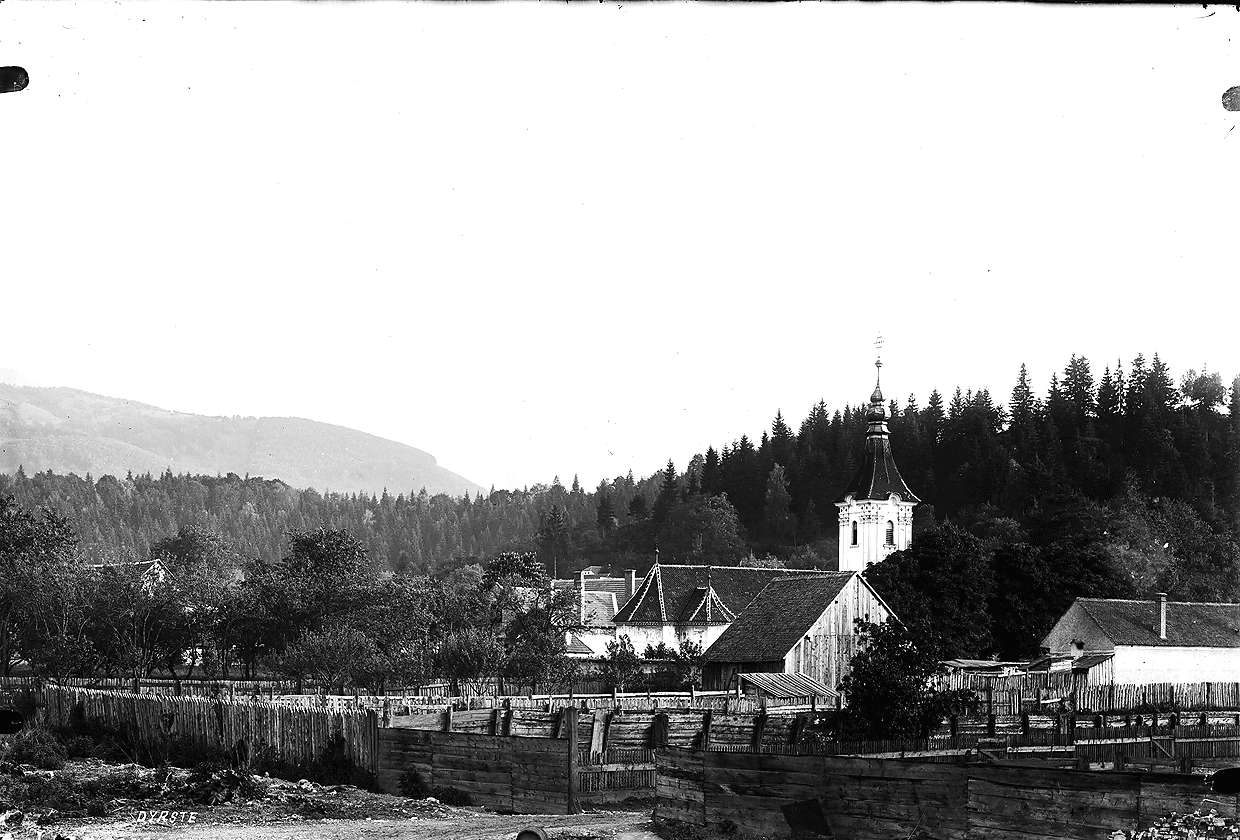
1900 körül
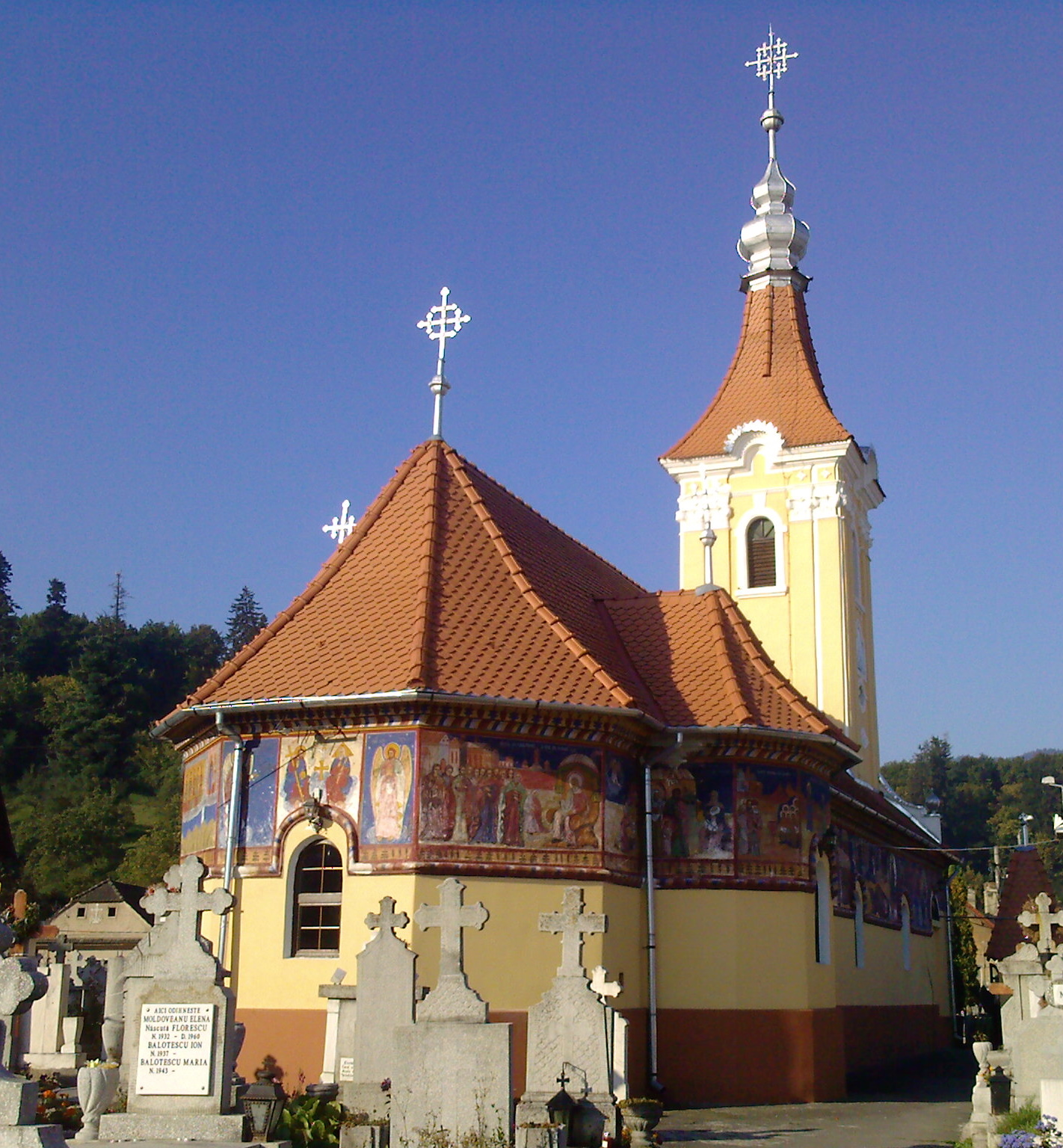
A derestyei ortodox templom
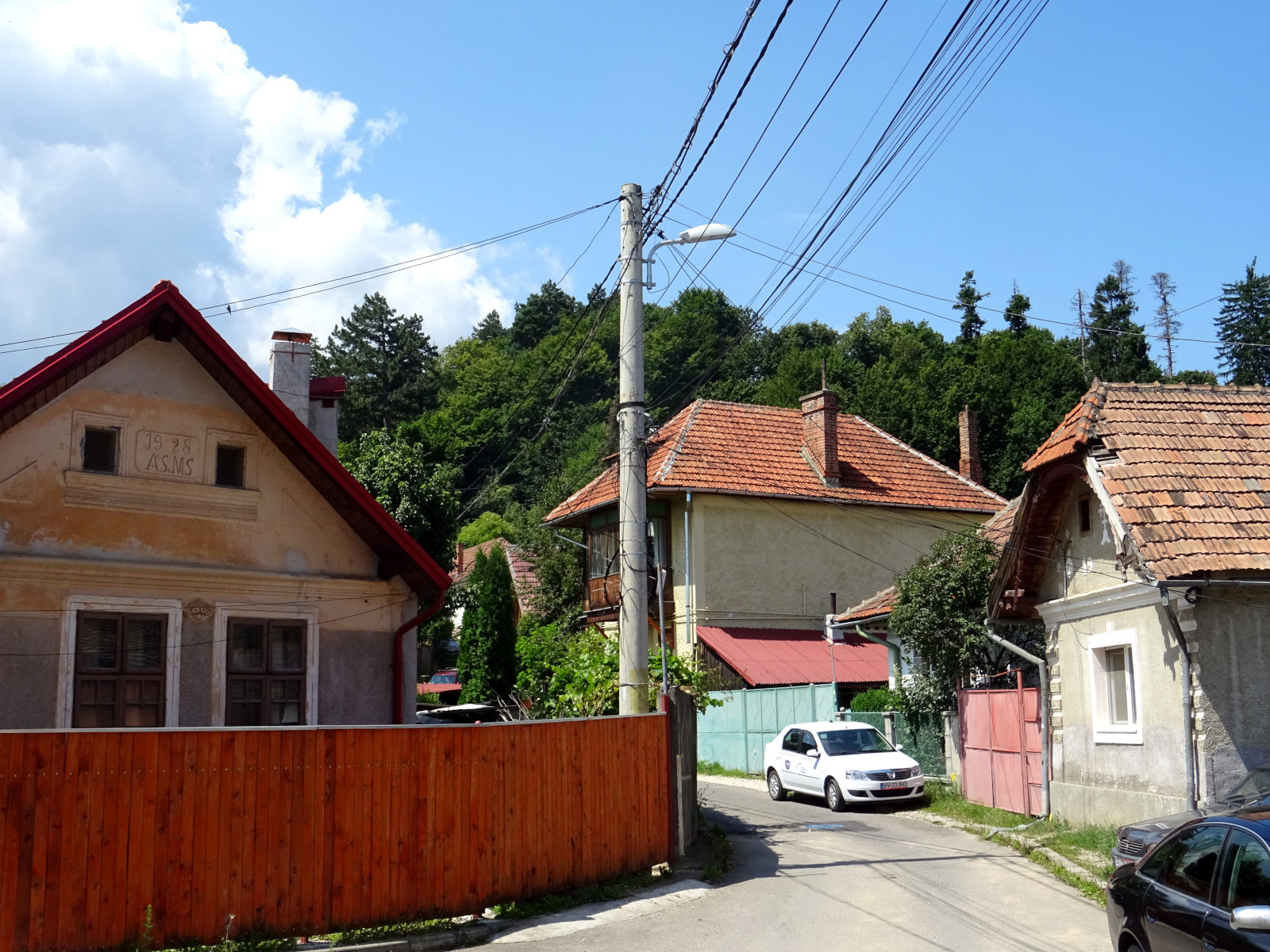
Derestyei utca
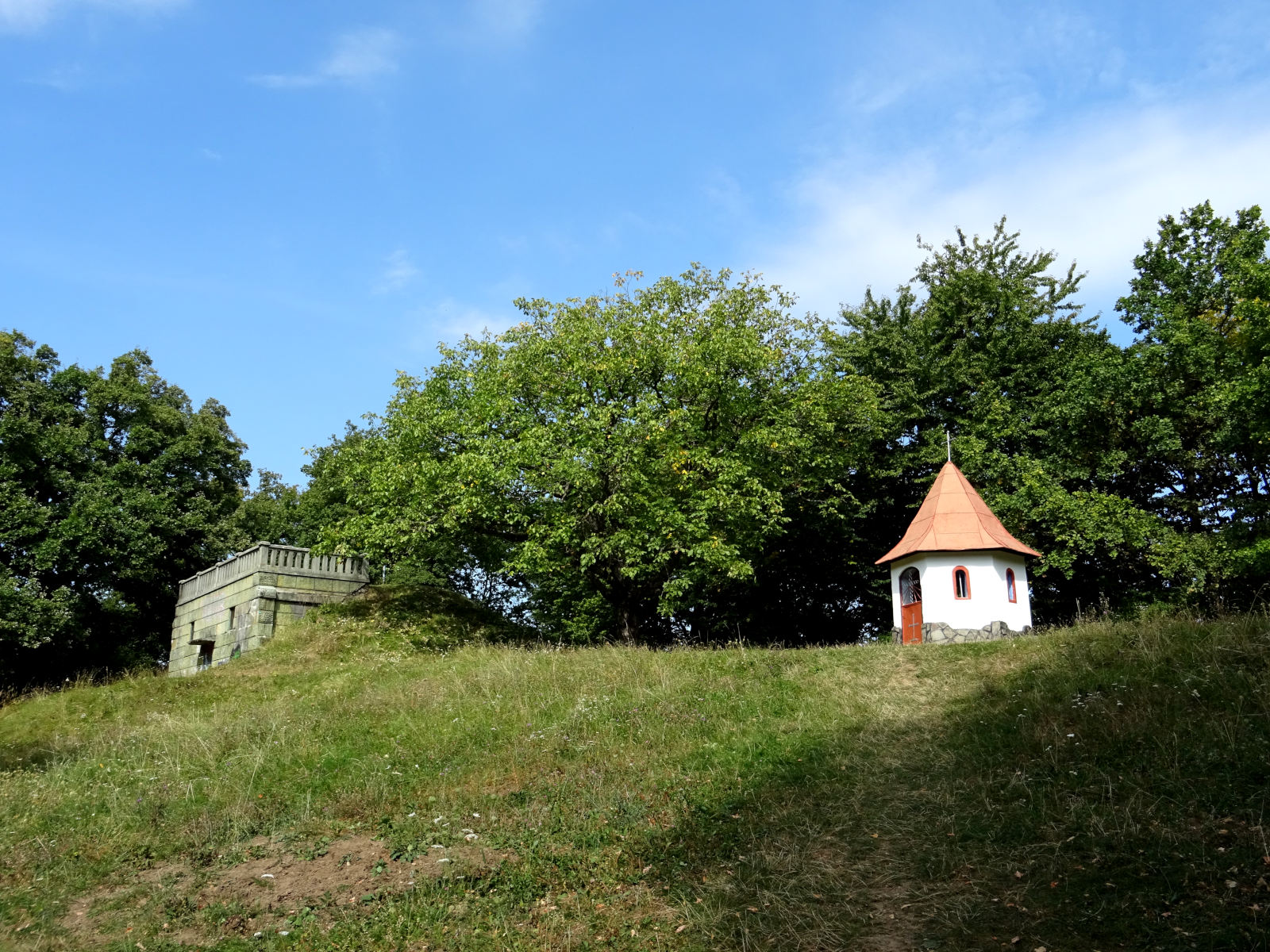
19. századi víztároló (balra) és kápolna
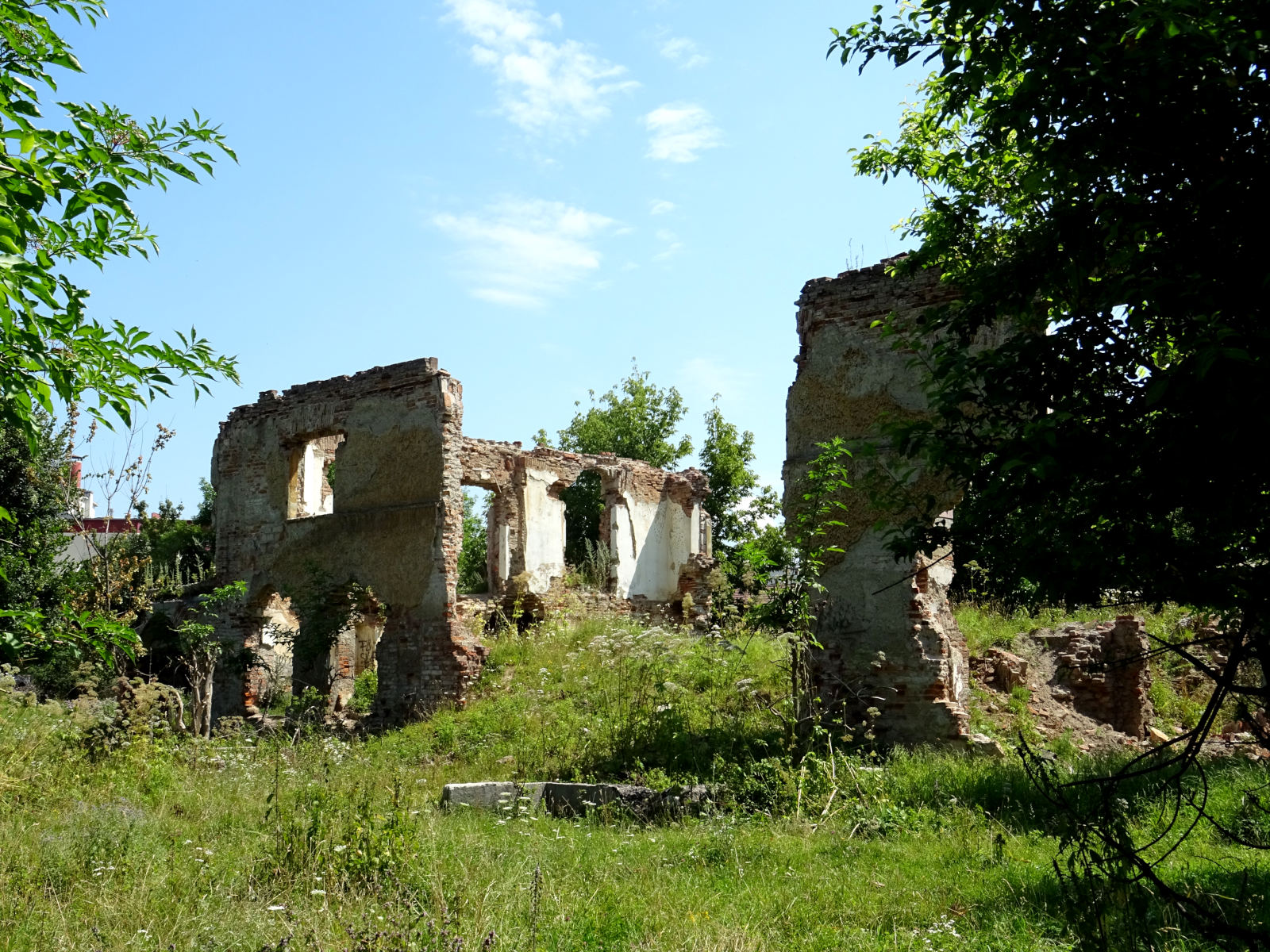
A Czell-villa romjai